# Вяйнямёйнен
Вяйнямёйнен, также Вяйнемёйнен (карел. и фин. Väinämöinen), — главный герой (uros) карело-финского поэтического эпоса «Калевала», первочеловек, сын богини Ильматар, исполнитель песен под аккомпанемент кантеле, заклинатель (tietäjä). Он часто именуется старым (vanha).
В карельских и финских эпических песнях Вяйнямёйнен является наиболее популярным персонажем. Он встречается и в ингерманландских песнях, однако довольно редко.

## Вяйнямёйнен в Калевале
Согласно Калевале, Вяйнямёйнен родился сразу после сотворения мира и стал первым человеком. Он — богатырь, вещий рунопевец, сеятель и мудрец. Вяйнямёйнена можно отнести к наиболее архаическому типу эпических героев: он несёт явные черты шамана и действует чаще колдовством, чем мечом или копьём (в отличие от «типичных» богатырей Лемминкайнена и Йоукахайнена, которых «вековечному прорицателю» часто удаётся посрамить). Небесное происхождение первого человека подчёркнуто отсутствием отца:
Понесла от ветра дева,
От волны затяжелела.
В начале биографии Вяйнямёйнена присутствует эпический мотив «чудесного рождения» — необыкновенно долгая беременность Ильматар (ср. с Ростемом «Шахнаме») и то, что герой появился на свет 30-летним мужчиной. Находясь в чреве матери, Вяйнямёйнен взывает к Большой Медведице (Otava), чтобы выйти на свет и увидеть звёзды.

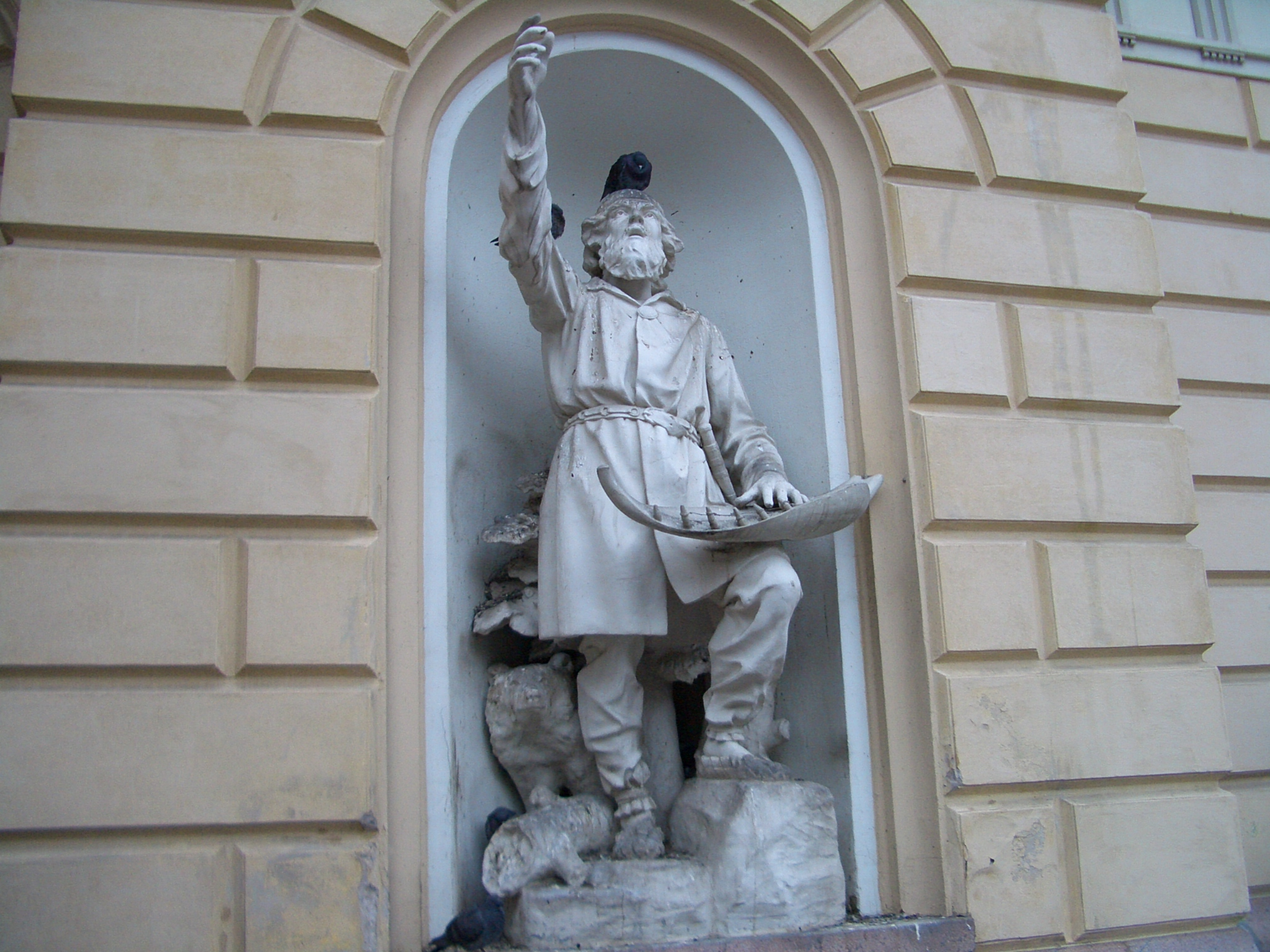
Вяйнямёйнен со своим кантеле из челюсти гигантской щуки

Одним из первых подвигов Вяйнямёйнена является шаманский поединок с Йоукахайненом. Лапландский колдун остаётся жив, только пообещав Вяйнямёйнену свою сестру Айно. Но невеста с горя топится в море, не желая выходить замуж за старика. Мать Вяйнямёйнена утешает своего сына, советуя найти жену в Похьёле. Несмотря на козни Йоукахайнена, Вяйнямёйнен всё же оказывается в Похьёле. Там Вяйнямёйнен выступает соперником Ильмаринена: хозяйка Похьёлы старуха Лоухи дает женихам трудные задачи — достать звезду с неба, вспахать змеиное поле, руками свернуть в клубок змей, выловить чёрную щуку из реки Туонелы. Но старуха Лоухи требует у него волшебную мельницу Сампо. Вяйнямёйнен признаёт, что никому это не под силу, кроме кузнеца Ильмаринена, однако он всё же знакомится с девушкой, которая задаёт ему испытания. Во время одного из них из-за козней Хийси он разрубает свою ногу. При помощи колдуна Вяйнямёйнен излечивает рану и возвращается домой.

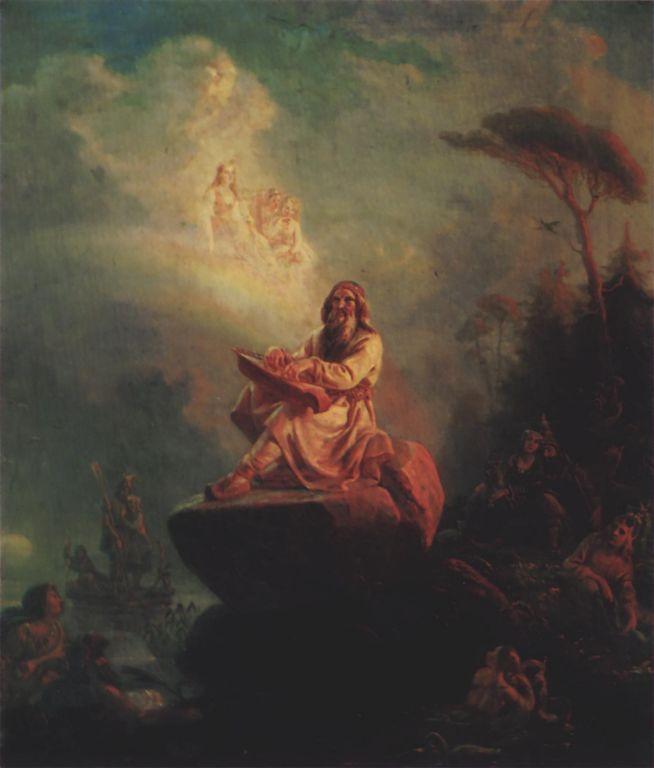
Р. В. Экман. Вяйнямёйнен

Согласно некоторым рунам, Вяйнямёйнен все-таки справляется с задачами, используя свои магические способности, и уводит невесту Ильмаринена после брачных испытаний.
В 17-й руне Калевалы описывается, как Вяйнямёйнен пробуждает из могилы мёртвого великана-мудреца Антеро Випунена с целью получить волшебные знания. Вяйнямёйнен не просто побеждает мёртвого великана, но сначала оказывается им проглочен. Значительным деянием Вяйнямёйнена является похищение Сампо из Похьёлы, совершённое совместно с Ильмариненом и Лемминкайненом. В 42-й руне он играет на кантеле, и все жители Похьёлы засыпают, что позволяет героям похитить Сампо. Пробудившаяся старуха Лоухи отправляется в погоню, Сампо разбивается, и Вяйнямёйнен лишается кантеле из костей волшебной щуки. Тогда герой делает кантеле из берёзы и волос невесты. Морской царь Ахти и его жена Велламо — любители музыки и ценители дивной игры Вяйнямёйнена. Ахти загоняет рыбу в сети Вяйнямёйнена, в том числе и щуку, проглотившую огонь. Богатства Морского царя неисчислимы потому, что состоят из больших кусков мифической драгоценности Сампо, упавшей именно с лодки музыканта Вяйнямёйнена на дно морское.

## В культуре и обществе
После публикации «Калевалы» Элиасом Лёнротом в 1849 году Вяйнямёйнен становится частым героем произведений скульпторов и художников.
В 1873 году в выборгском парке Монрепо установлена статуя Вяйнемёйнена работы Йоханнеса Таканена, утраченная во время Второй мировой войны и восстановленная в 2007 году. Кроме того, в городе Сортавала существует площадь Вяйнямёйнена с памятником рунопевцу.
Под псевдонимом «Дедушка Вяйнямёйнен» был известен карельский общественный деятель Василий Левонен (наст. фамилия Сидоров), лидер антисоветского Карельского восстания 1921 года.
В честь Вяйнямёйнена назван один из последних в мире броненосцев береговой обороны, боевой корабль ВМС Финляндии времён Второй мировой войны.